# Mitsubishi Space Star
A Space Star é um monovolume da Mitsubishi Motors, construída na fábrica da NedCar em Holanda.
Tem um mecanismo partilhado com a Volvo, e foi vendida principalmente no mercado europeu. Partilha a sua plataforma com o Mitsubishi Carisma e com o Volvo S40/V40. Foi introduzido no mercado em outubro de 1998, terminando a sua produção em 2005.
Em 2002 sofreu reestilização, recebendo uma nova frente e interiores. A Space Star também foi elogiada pela sua fiabilidade e conforto, bem como para o seu tamanho bastante espaçoso a nível interior, mas a sua aparência visual foi por vezes criticada por ser convencional demais e não ser o suficientemente atraente.
Em 2001, a Space Star foi testada por colisão na Euro NCAP e recebeu 3 estrelas para a segurança dos passageiros e 2 estrelas para a segurança dos peões.
Em Portugal existiram versões comerciais, conhecidas como Sport Van e Space Cargo. Também chegou a ser líder no mercado dos monovolumes.
A Space Star foi equipada com um motor 1.9L a gasóleo fornecido pela Renault.